# Melon hami
Pour les articles homonymes, voir Melon.

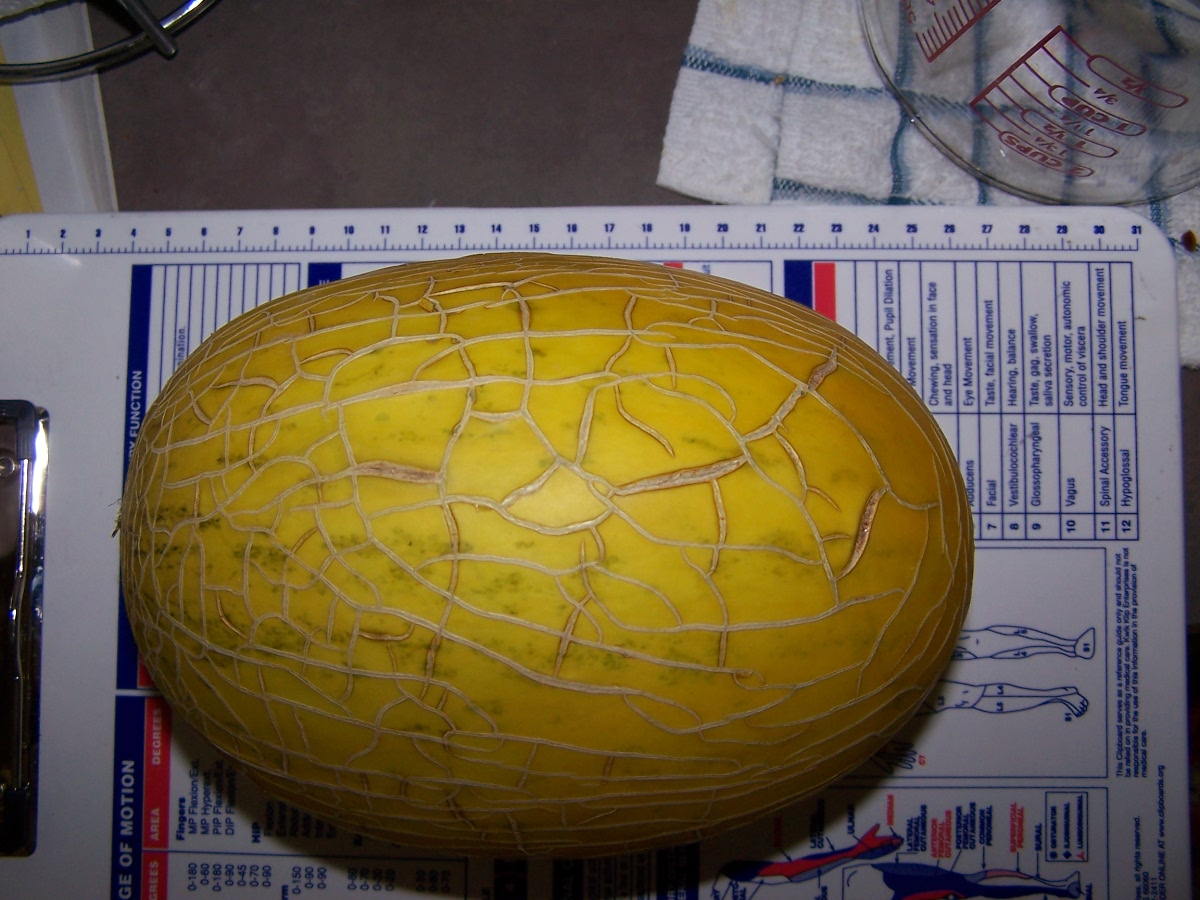
Melon hami sur un support réglé.

Le Melon hami (chinois : 哈密瓜 ; pinyin : hāmìguā) est un cultivar du melon de l'espèce Cucumis melo L. produit principalement aux environs de la ville-district de Hami dans la région autonome du Xinjiang, en République populaire de Chine.
Il a été décrit comme variété sous le nom de Cucumis melo var. saccharinus H.Jacq. mais son rang de variété n'est plus reconnu. D'un point de vue botanique, il n'est pas différencié d'autres melons de Cucumis melo[réf. nécessaire].

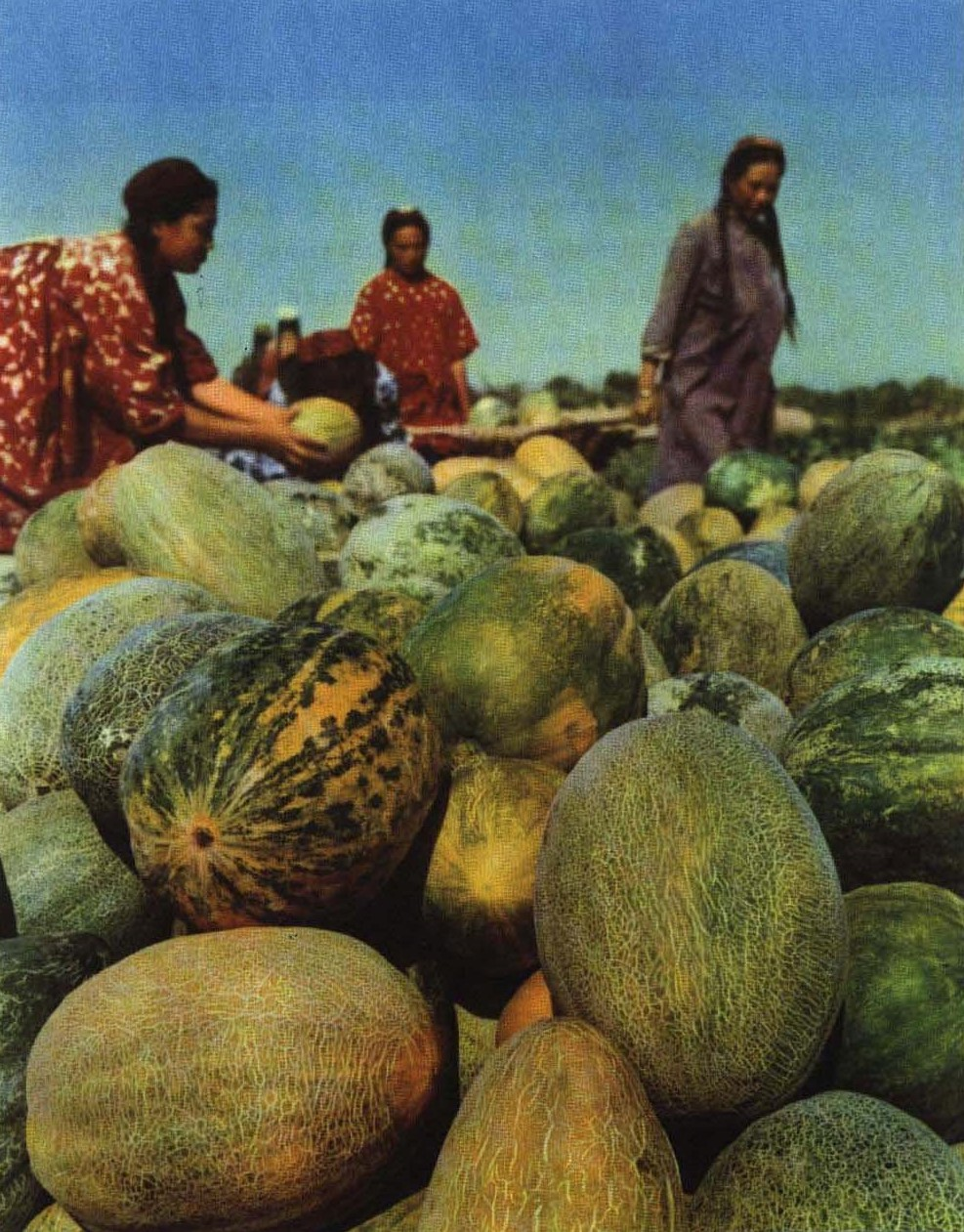
récolte de melons Hami dans le Xinjiang en 1965